# Sauvons le climat
 (juillet 2018).
Sauvons Le Climat (SLC) est une association d'ingénieur nucléaire qui cherche à apporter des réponses scientifiques et techniques au changement climatique.

## Histoire
Le collectif Sauvons le climat est fondé en 2004 par Hervé Nifenecker, Roger Balian, Rémy Carle et Bernard Lerouge, membres de la Société française de physique et du Groupe d'études sur l'énergie et l'environnement au 21ᵉ siècle.
En 2011, elle publie un scénario énergétique Négatep de lutte contre les émissions de gaz à effet de serre (GES), qui repose principalement sur les économies d'énergie (facteur 4) et sur le remplacement des énergies fossiles par des sources non émettrices de gaz carbonique – essentiellement le nucléaire et les énergies renouvelables.
En 2013, l'association dépose une requête au Conseil d'État pour faire modifier la réglementation thermique 2012 applicable à la construction neuve, dans laquelle le critère d'émissions de GES a été négligé[réf. nécessaire].
L'association réalise une étude des scénarios du Groupe d'experts intergouvernemental sur l'évolution du climat (GIEC-IPCC) et montre que les scénarios susceptibles de limiter la hausse des températures maintiennent un usage important des combustibles fossiles associé à un stockage massif de CO2 atteignant plusieurs dizaines de milliards de tonnes par an. Les experts de SLC démontrent qu'un usage important du nucléaire pouvait éviter ce gigantesque stockage de CO2 tout en limitant la hausse de la température moyenne de surface à 1,5 °C. À l'initiative de SLC est créé le groupe international Global Initiative to Save Our Climate. Les travaux[Lesquels ?] des experts de SLC et de GISOC, publiées dans des revues internationales à comité de lecture, ont été présentées dans des conférences internationales organisées par l'International Assessment Modelling Consortium à Paris, Pékin, Recife[réf. nécessaire].
Sauvons le climat participe aux conférences du GIEC à la conférence de Paris de 2015 sur les changements climatiques, COP22 au Maroc et COP23 à Bonn et ses experts participent désormais[Depuis quand ?] à la rédaction des rapports du GIEC comme auteurs ou comme évaluateurs.
SLC contribue à la rédaction d'une étude publiée en 2017 dans la revue « International Journal of Global Energy Issues » sur la capacité du nucléaire à contribuer à la lutte contre le réchauffement climatique. Elle montre qu'un développement accéléré de la production d'électricité nucléaire (20 000 GWe en 2020) utilisant les techniques de la 4e génération, en particulier la surgénération, permettrait de couvrir 60 % de la consommation finale d'énergie et d'éliminer les combustibles fossiles, tout en réduisant fortement les besoins de capture et séquestration de CO2 pendant la période 2020-2100[source insuffisante].
SLC participe activement au débat public sur la programmation pluriannuelle de l'énergie en déposant un cahier d'acteur et ses membres déposent plus de 200 contributions, avis ou questions[source insuffisante]. Elle organise un colloque dans les locaux de l'Assemblée nationale le 16 juin 2018 au cours duquel son cahier d'acteur est présenté.

## Objet
L’association cherche à apporter des réponses « scientifiques et techniques » au changement climatique. L’association milite pour une meilleure utilisation des finances publiques et est favorable à l’énergie nucléaire.
SLC a pour objet la lutte contre le réchauffement climatique et l'information du public sur les sujets, fondamentaux pour le développement durable, du climat et de l'énergie, grâce à une suppression de l'utilisation d'énergie fossile en France par un maintien de la part du nucléaire dans la production électrique en parallèle à l'utilisation d'énergie renouvelables de type hydroélectrique et chaleur.

## Organisation
L'association est composée[Quand ?] de sept associations adhérentes : Association des écologistes pour le nucléaire, Association pour la prévention de la pollution atmosphérique, Association des retraités du Commissariat à l'énergie atomique, Confrontation Europe, Comité des parcs et jardins de France, Mouvement national de lutte pour l'environnement, Société française de l'énergie nucléaire, et plusieurs milliers de personnes sont signataires de son manifeste.
L'association est agréée par l'État en qualité d'association d'éducation populaire[réf. nécessaire].
Son comité de parrainage compte 27 membres dont 3 prix Nobel, 11 membres de l'Académie des sciences, deux anciens ministres, 3 députés ou anciens députés et James Lovelock, le père de Gaia. 
La qualité des publications de l'association est contrôlée par un conseil scientifique de 35 membres, dont trois climatologues associés directement aux travaux du GIEC.

## Prise de position
L'association Sauvons Le Climat est favorable à l'énergie nucléaire et au stockage des déchets radioactifs en couche géologique profonde.
En l'absence de système efficace et économique de stockage de l'électricité, SLC considère que l'intermittence des productions éoliennes et photovoltaïques ne leur permettra pas de diminuer massivement le recours aux productions fossiles en France, ni d'ailleurs, en Europe.

## Controverse
L'association est plusieurs fois accusée par des écologistes de faire le jeu de l'industrie nucléaire. Cette analyse est contestée par Sauvons le climat comme réductrice, car elle néglige les propositions et l'action continue de l'association en faveur de la prise en compte du réchauffement climatique dans les politiques écologiques, notamment au cours de ses universités d'été et la lutte contre les émissions de gaz à effet de serre dues aux énergies fossiles placée au premier plan de la plaquette de présentation de l'association et du scénario Negatep. 
Le président d'honneur de Sauvons le climat, Hervé Nifenecker, déclare le 11 décembre 2011 : « Si le réchauffement climatique, soit n'existe pas, soit n'est pas dangereux, quel argument reste-t-il pour défendre le nucléaire dans une Europe presque unifiée énergétiquement (argument de l'indépendance énergétique obsolète) et où l'essentiel de l'électricité est produite par des centrales thermiques ? (...) Se passer du nucléaire en disant que les énergies renouvelables pourront un jour régler leurs problèmes de coût et de stockage, et qu'un jour, nous aurons diminué notre consommation énergétique par 4 est tout simplement criminel. »[réf. nécessaire]
En 2012, l'association critique Greenpeace France pour l'avoir, dans le cadre de sa campagne FaceNuke, fichée comme membre du « lobby nucléaire ». Pour Sauvons le climat, cette initiative constitue « un danger pour la démocratie ». Et d'ajouter : « Depuis sa création, SLC s’oppose à Greenpeace qui est un des freins principaux à la lutte contre le réchauffement climatique »[réf. nécessaire].

## Présidences
- Jacques Masurel[réf. nécessaire],
- Claude Jeandron : 2013,
- Hervé Nifenecker[7],
- Éric Maucort : 2019[5].

## Présidences d'honneur
- Claude Jeandron : 2019[5].
- Hervé Nifenecker